# Einar Geert-Jørgensen
Einar Immanuel (Emanuel) Geert-Jørgensen (født 9. april 1898 i Søby på Ærø, død 9. oktober 1977 på Frederiksberg) var en dansk overlæge, dr. med. og psykiater.

## Karriere
Geert-Jørgensen var søn af sognepræst, senere folketingsmand Anders Geert-Jørgensen (1863-1936) og Anna Mortensen (1864-1926). Han blev student fra Aarhus Katedralskole i 1917, tog medicinsk eksamen i 1925 blev assistent ved Rigshospitalets neurologiske afdeling og poliklinik i 1928-29 og 1932-33. Han foretog en studierejse til Madrid i 1932. Derefter blev han 1. reservelæge ved Kommunehospitalets neurologiske afdeling i 1933; specialistanerkendt i neurologi i 1932; praktiserende i København 1933; dr. med. på afhandlingen Bidrag til Rygmarvssvulsternes Klinik i 1935. Han var derefter overlæge ved Hareskov Kuranstalt i 1936-42, chef for Kommunehospitalets psykiatriske poliklinik i 1945, overlæge sammesteds fra 1948 og overlæge ved Frederiksberg Hospitals psykiatriske afdeling fra 1950.

## Tillidshverv
Han var medlem af Undervisningsministeriets udvalg af 1932 til nyordning af tandlægeuddannelsen, af bestyrelsen for Danske Nervelægers Organisation i 1934-38, af repræsentantskabet for Foreningen af yngre Læger i 1928-34, af Den almindelige danske Lægeforenings specialistudvalg i 1931-34, af repræsentantskabet for Københavns Lægeforening fra 1935 og af bestyrelsen for Dansk Selskab for Gigtforskning fra 1936; suppleant i Alm. dansk Lægeforenings overvoldgiftsret i 1939, medlem af samme i 1942-50; formand for Landsforeningen af Ungdomsklubber i Danmark i 1945-49 (præsident 1947-49) og for Dansk neurologisk Selskab i 1945-48; medlem af forretningsudvalget for Landsforeningen for Mentalhygiejne i 1947-51; medlem af repræsentantskabet for Kofoeds Skole i 1952; formand for Dansk Psykiatrisk Selskab i 1962; medlem af repræsentantskabet for De samvirkende Omsorgs-Klubber i Danmark i 1969; medlem af European Medical Society for Psycholytic Therapy 1966; æresmedlem af The American Medical Association i 1947 og af Alfa Omega Alfa. The Honorary Medical Society i 1947.
Han blev Ridder af Dannebrog i 1968.
Han er begravet i Birkelunden på Søndermark Kirkegård.

## Citater
| “ | Det er ikke patienten, men lægen som skal have søvnløse nætter, når den syges skæbne er uvis | ” |

## Tvivlsomme LSD-forsøg
I 1960-erne forestod Geert-Jørgensen et stort antal tvivlsomme LSD-forsøg på Frederiksberg Hospital. Patienterne, som var uvidende om hvad de skulle udsættes for, fik administreret doser af stoffet op til 10 gange højere end hvad man normalt "tog", hvorefter de blev efterladt til sig selv i deres rus og ej heller modtog efterfølgende behandling for at bearbejde hændelsen. Mange af de behandlede patienter begik selvmord eller fik livsvarige skader (og senere erstatning).
Den amerikanske efterretningstjeneste CIA er beskyldt for at have finansieret mange af disse forsøg i Danmark i deres søgen på at finde et såkaldt sandhedsserum.

## Forfatterskab
Har foruden disputatsen skrevet flere videnskabelige afhandlinger og værker, herunder:
1. Einar Geert-Jørgensen: Hverdagsproblemer og sindslidelser; G. E. C. Gads Forlag 1956
2. Einar Geert-Jørgensen: Sindssund – Sindslidende. Et Psykiatrisk strejftog; 1963
3. Einar Geert-Jørgensen: Den omstridte bog "Fanny Hill"; 1964
4. Einar Geert-Jørgensen: "Modelpsykoser og lysergsyre-diætyl-amidbehandling" (i: Ugeskrift for Læger 1961, s. 1452. ff)
5. Einar Geert-Jørgensen: "Behandling med LSD" (i: Nordisk Psykiatrisk Tidsskrift 1964, s. 25ff)
6. Einar Geert-Jørgensen, Hertz, Mogens, Knudsen, Knud og Kristensen, Kjærbye: "LSD-treatment" (i: Acta psychiatricia Scandinavica 1964, Supplementum 180, s. 373 ff)

## På internettet
- "Further Observations regarding hallucinogenic Treatment"  Arkiveret 12. juni 2015 hos  Wayback Machine(Acta Psychiatrica Scandinavica, 43. del, udggave S203, s. 195–200, August 1968)